# عبد الله بن صالح الفوزان
عبد الله بن صالح الفوزان (ولد 1370 هـ / 1950 م) فقيه وعالم دين سنِّي سعودي.

## سيرته
ولد عبد الله بن صالح بن عبد الله بن فوزان بن علي الفوزان في مدينة بُرَيدة في القصيم، عام 1370هـ/ 1950م. درس بعد المرحلة الابتدائية عام 1385 هـ في المعهد العلمي في بريدة، وتخرج منه عام 1389 هـ، وأخذ عن كثير من مشايخ المعهد.
ثم درس في كلية الشريعة في الرياض وتخرج منها عام 1393 - 1394 هـ بتقدير ممتاز وعُيّن معيدًا في الكلية فلم يرغب بالإعادة وطلب الانتقال إلى معهد بريدة العلمي ودرس فيه التفسير وأصوله والفقه وأصوله والنحو والبلاغة والمذاهب المعاصرة وبقي فيه ثمانية عشر عامًا.
وفي الفصل الدراسي الثاني من عام 1412 هـ انتقل للتدريس في جامعة الإمام محمد بن سعود الإسلامية فرع القصيم وذلك بطلب من الجامعة فدرس في قسم السنة وعلومها وبقي فيه ثلاثة عشر عامًا، ثم طلب التقاعد المبكر في نهاية الفصل الدراسي الأول عام 1425 هـ.

## مشايخه
- الشيخ صالح البليهي.
- الشيخ صالح بن عبد الرحمن السكيتي.
- الشيخ فهد بن محمد المشيقح.
- الشيخ صالح بن عبد الله المقبل.
- الشيخ حمد بن محمد المحيميد.
- الشيخ علي بن سليمان الضالع.[3]

## مؤلفاته
- فقه الدليل في شرح التسهيل ويقع في خمسة مجلدات.
- دليل السالك في ألفية ابن مالك ويقع في جزءين.
- تعجيل الندى شرح قطر الندى، مجلد.
- شرح الورقات، مجلد.
- تيسير الوصول إلى قواعد الوصول، مجلد.
- أحكام حضور المساجد، مجلد.
- منحة العلام في شرح بلوغ المرام، عشرة أجزاء والحادي عشر فهارس.
- مورد الأفهام في شرح عمدة الأحكام.
- جمع المحصول في رسالة ابن سعدي في الأصول.
- كيف نكون من الشاكرين؟.
- زينة المرأة المسلمة.
- أحاديث الصيام أحكام وآداب.
- أحاديث عشر ذي الحجة وشهر الله المحرم أحكام وآداب.
- من أحكام الحج والعمرة مسائل يكثر السؤال عنها.
- روضة الأفهام في شرح زوائد المحرر على بلوغ المرام.
- التسهيل في الفقه للبعلي.
- الفوائد المجموعة في شرح فصول الآداب ومكارم الأخلاق المشروعة لابن عقيل الحنبلي. وغيرها.[3][4]